# Страннохвосты
Страннохво́сты или муса́нги (лат. Paradoxurus) — род семейства виверровых. Описан Фредериком Кювье в 1822 г.
Страннохвосты имеют вытянутое тело длиной от 43 до 71 см и длинный (от 40 до 66 см) закрученный хвост. Масса мусангов от 1,5 до 4,5 кг. Сейчас в роде выделяют три вида. Обитают в Южной и Юго-Восточной Азии, на юге Китая и на островах Малайского архипелага.